# Тортона
Тортона (італ. Tortona, п'єм. Torton-a) — муніципалітет в Італії, у регіоні П'ємонт,  провінція Алессандрія.
Тортона розташована на відстані близько 450 км на північний захід від Рима, 95 км на схід від Турина, 20 км на схід від Алессандрії.
Населення — 27 611 осіб (2014).

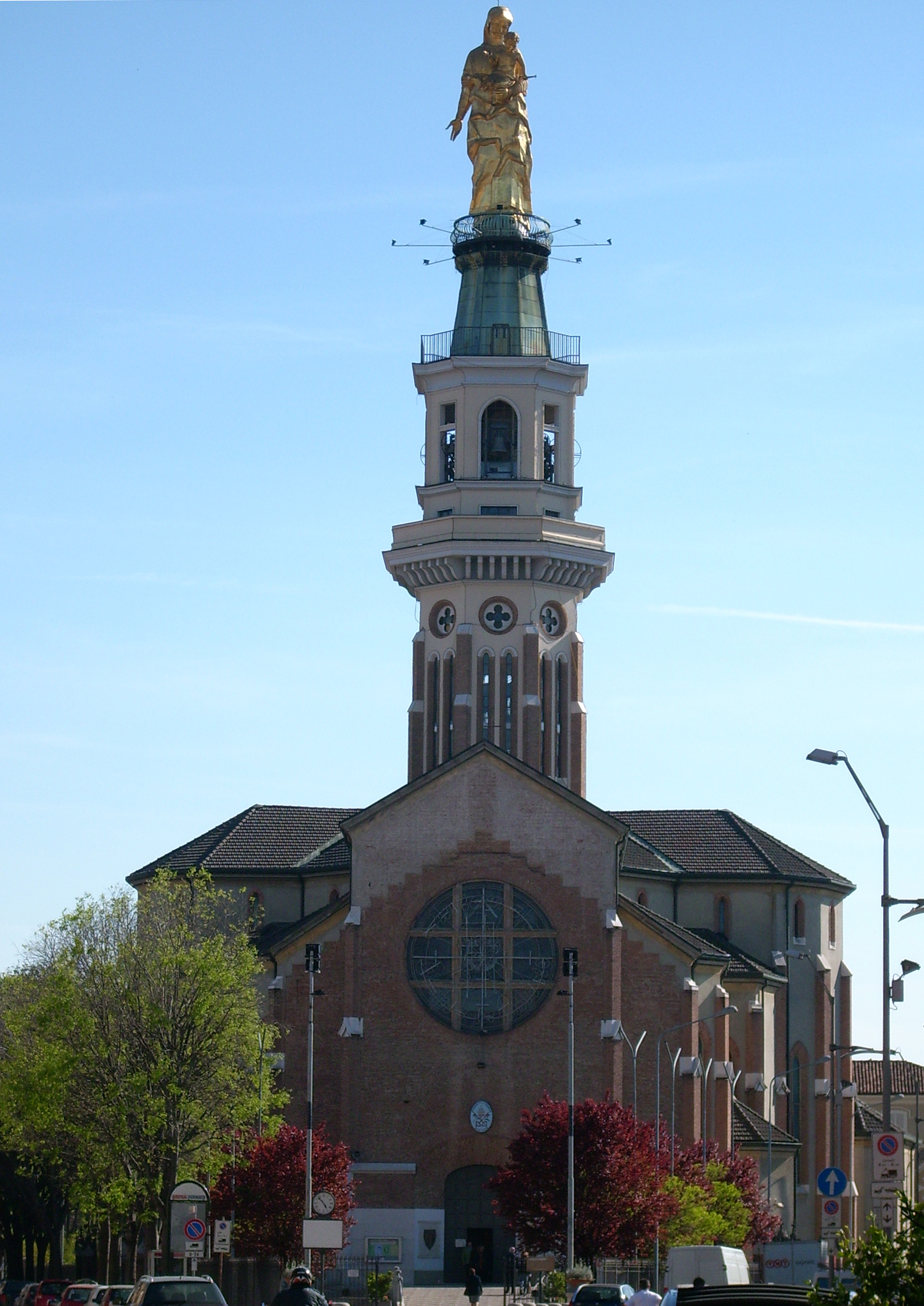

Щорічний фестиваль відбувається 6 березня. Покровитель — San Marziano.

## Демографія
Населення за роками:

Станом на 1 січня 2023 року в муніципалітеті офіційно проживало 4918 іноземців з 93 країн, серед них 1600 громадян країн Євросоюзу та 167 громадян України.

## Уродженці
- Клаудіо Габетта (*1964) — відомий у минулому італійський футболіст, згодом — тренер.

## Сусідні муніципалітети
- Алессандрія
- Боско-Маренго
- Карбонара-Скривія
- Кастельнуово-Скривія
- Понтекуроне
- Поццоло-Формігаро
- Сале
- Сареццано
- Вігуццоло
- Віллальвернія
- Віллароманьяно
- Берцано-ді-Тортона